# Hyundai Porter
Hyundai Porter – samochód dostawczy klasy kompaktowej produkowany pod południowokoreańską marką Hyundai od 1977 roku. Od 2003 roku produkowana jest czwarta generacja modelu.

## Pierwsza generacja

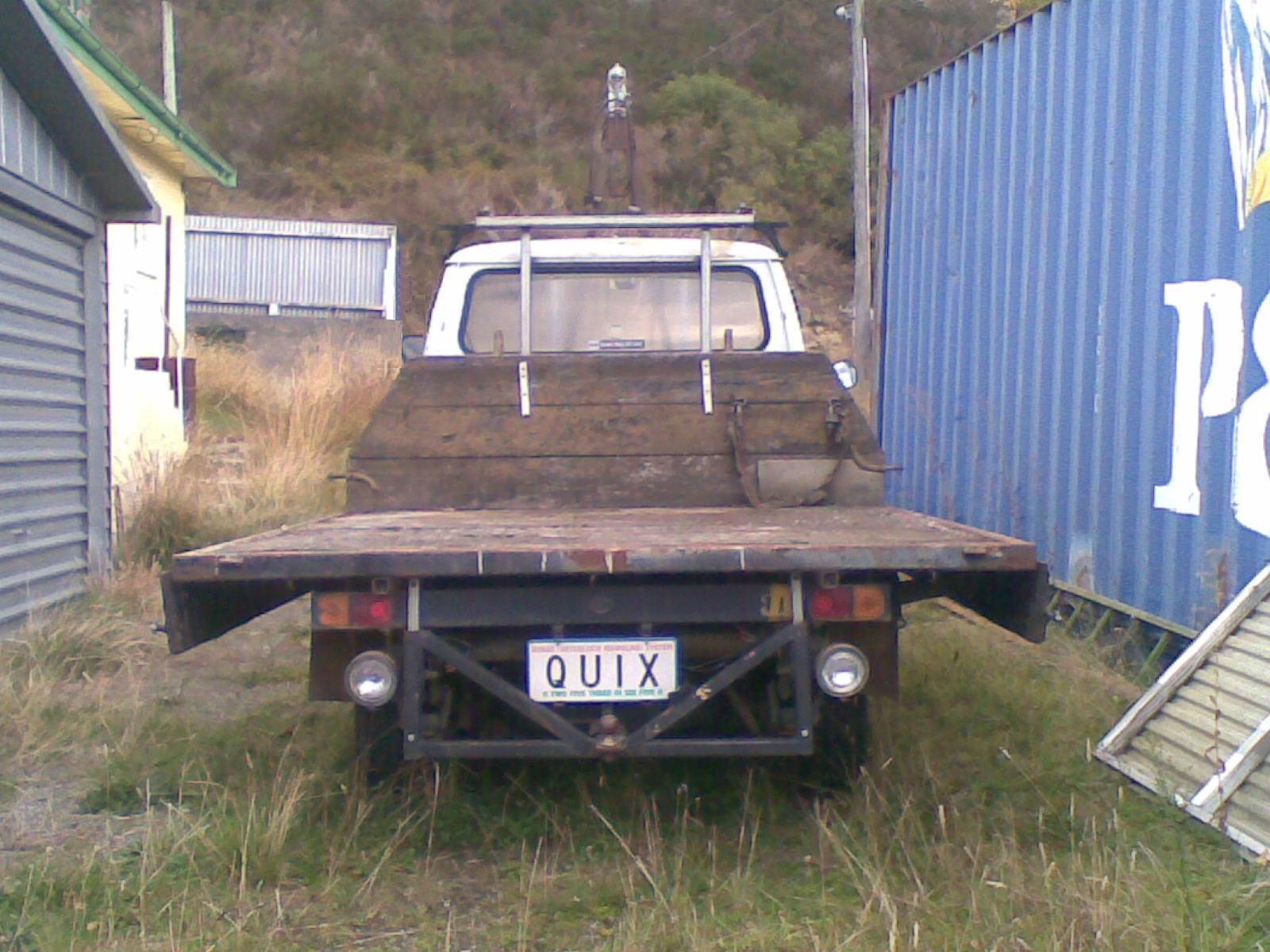
Hyundai Porter I - tył

Hyundai Porter I został zaprezentowany po raz pierwszy w 1977 roku.
Porter pojawił się w lokalnej, południowokoreańskiej ofercie Hyundaia jako pierwszy samochód dostawczy. Pojazd opracowano w ramach głębokiego partnerstwa z japońskim Mitsubishi jako bliźniaczą konstrukcję wobec Mitsubishi Delica, odróżniając się od niego wizualnie kształtem reflektorów i atrapy chłodnicy.
Pierwsza generacja pojazdu była wytwarzana zarówno jako 2-drzwiowy pick-up, a także zamknięty van dostępny zarówno jako furgon, jak i osobowy minibus. Porter zdobył popularność jako m.in. karetka pogotowia.

### Silniki
- L4 1.1l
- L4 1.4l

## Druga generacja

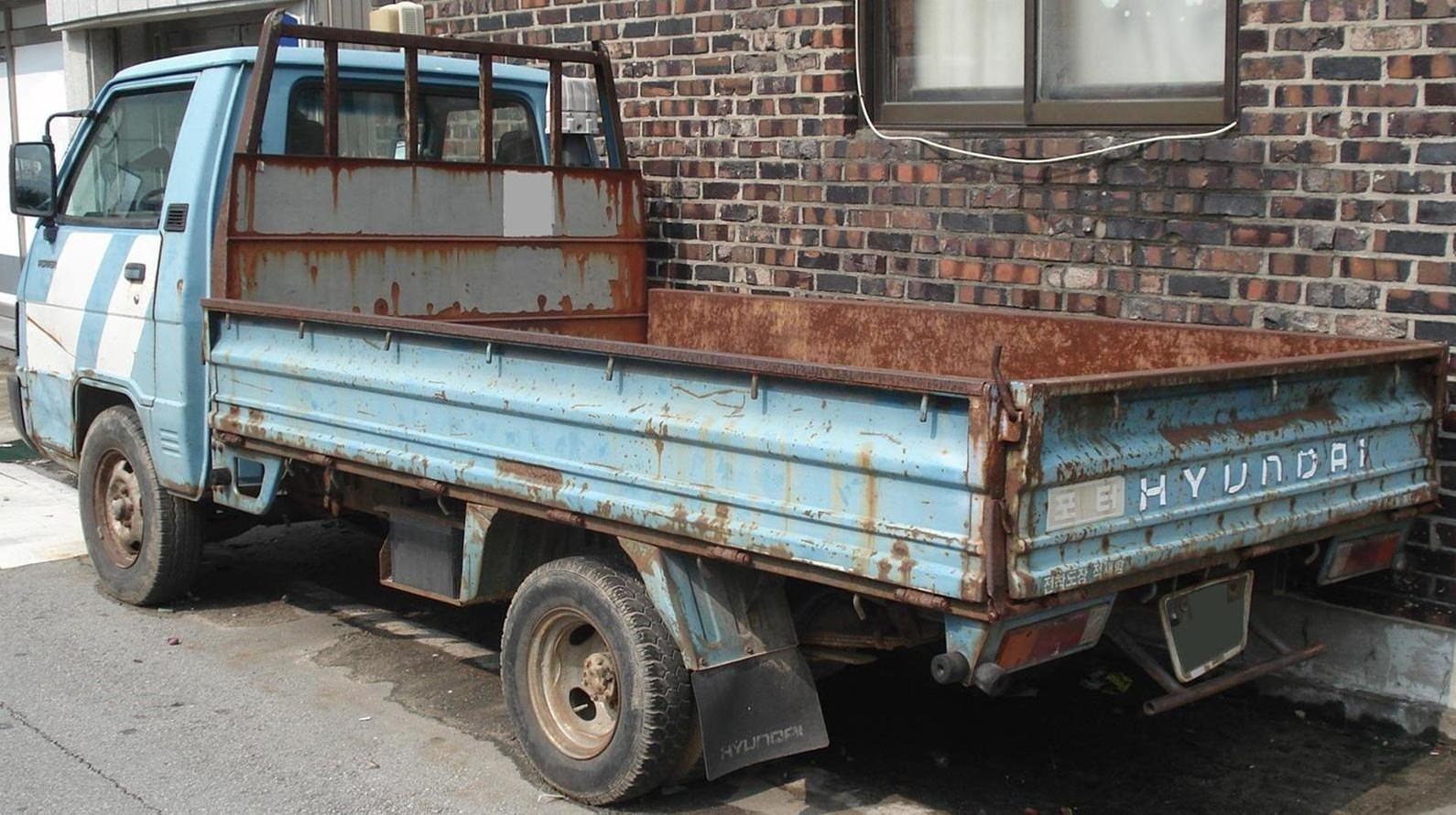
Hyundai Porter II - tył

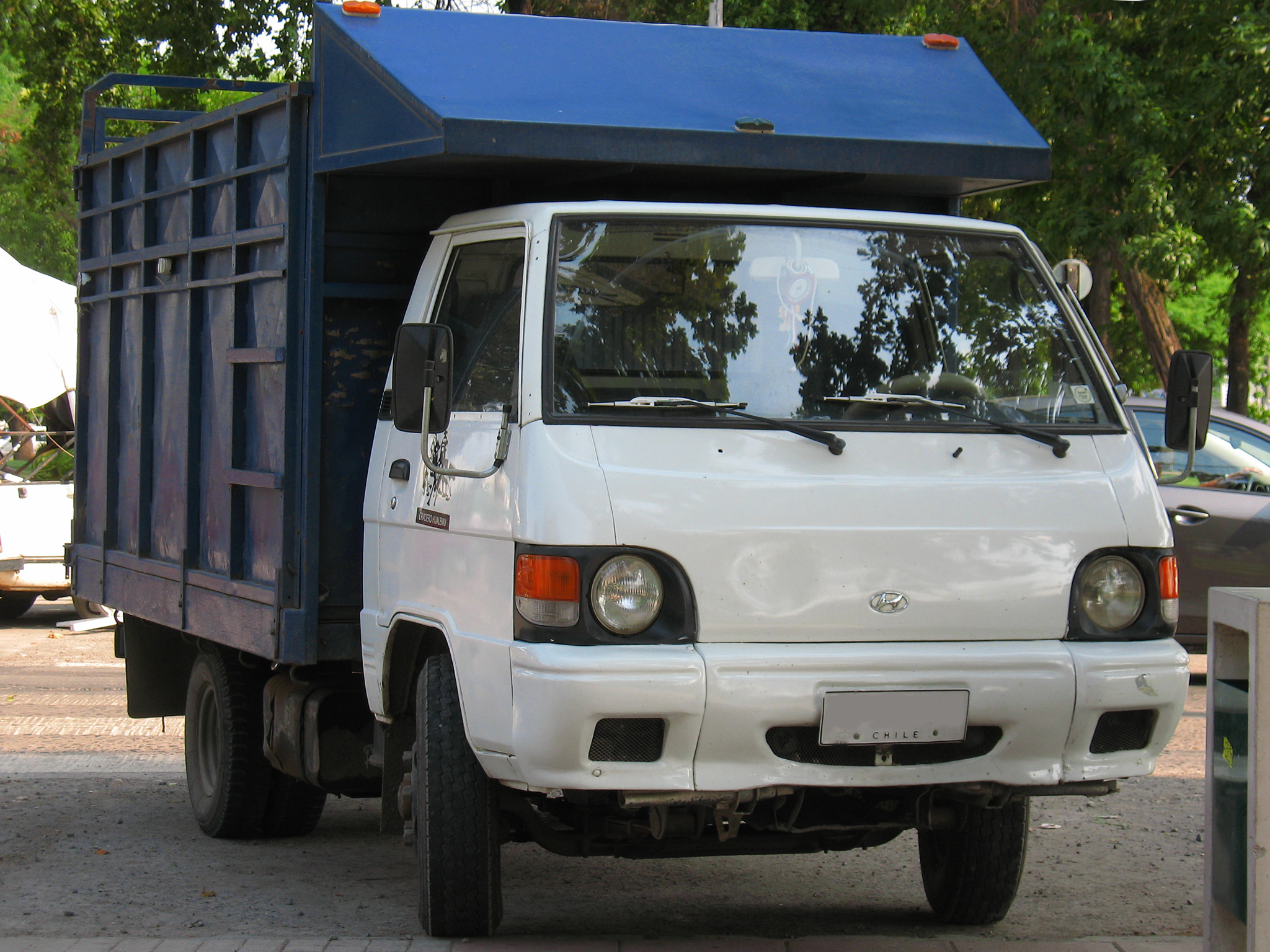
Hyundai Porter II po liftingu

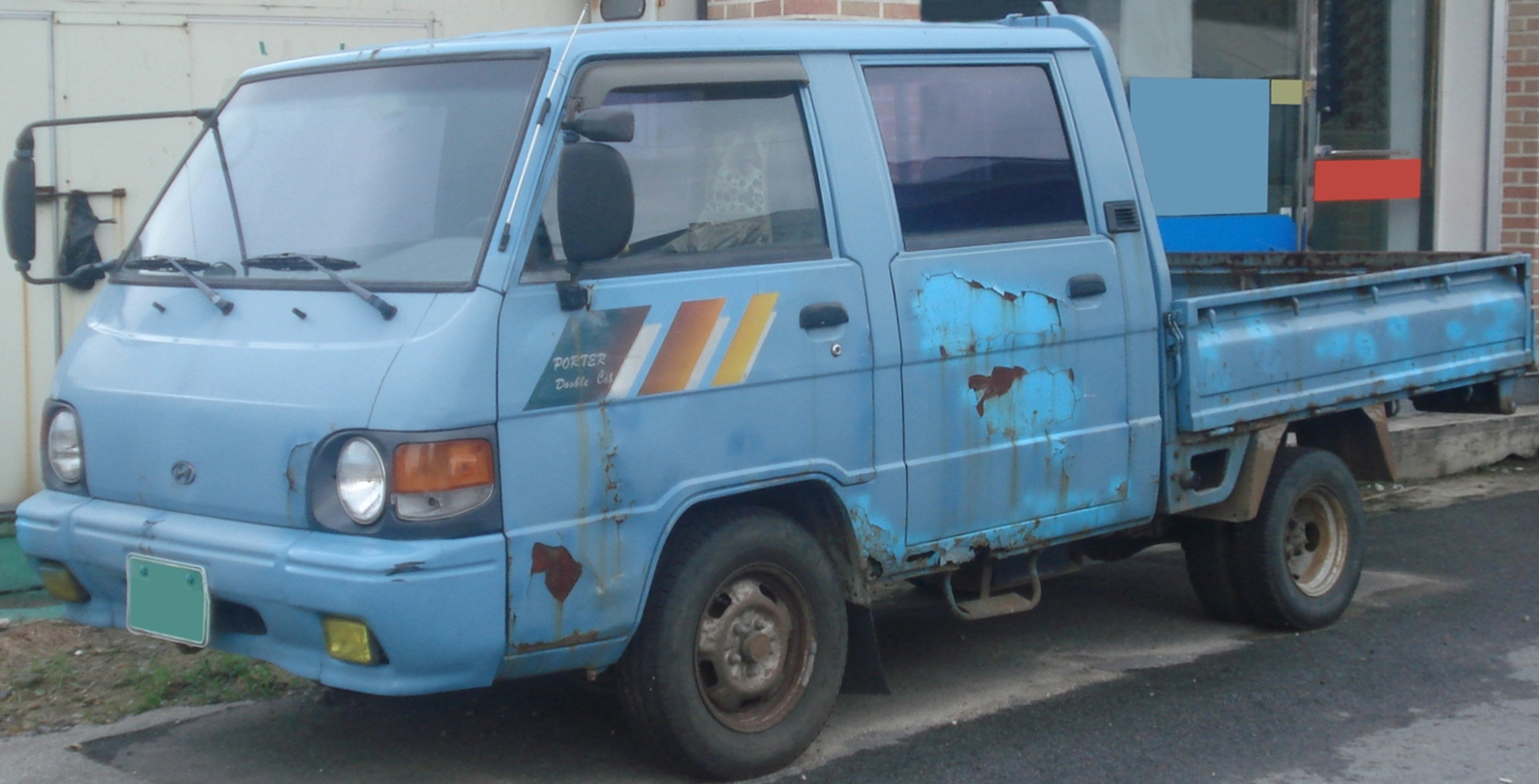
Hyundai Porter II LWB po liftingu

Hyundai Porter II został zaprezentowany po raz pierwszy w 1986 roku.
Po 5-letniej przerwie wywołanej przymusowo chwilowymi ograniczeniami wprowadzonymi przez południowokoreański rząd, Hyundai powrócił do oferowania modelu Porter w postaci drugiej generacji. Ponownie została ona skonstruowana w ramach partnerstwa z Mitsubishi, będąc bliźniaczą odmianą kolejnego wcielenia Mitsubishi Delica Truck.
Pod kątem stylistycznym samochód stał się większy, zyskując bardziej kanciasty kształt kabiny pasażerskiej. Ponownie została ona skonstruowana według schematu, w którym silnik został umieszczony na wysokości przedniej osi.

### Lifting
W 1993 roku przedstawiony Porter drugiej generacji po obszernej restylizacji pasa przedniego, który otrzymał nowocześniejszy, bardziej zaokrąglony kształt reflektorów i przesuniętą ku dolnemu zderzakowi atrapę chłodnicy. Pojawiło się też wyeksponowane logo producenta między reflektorami.

### Silniki
- L4 1.4l
- L4 1.6l
- L4 1.8l

## Trzecia generacja

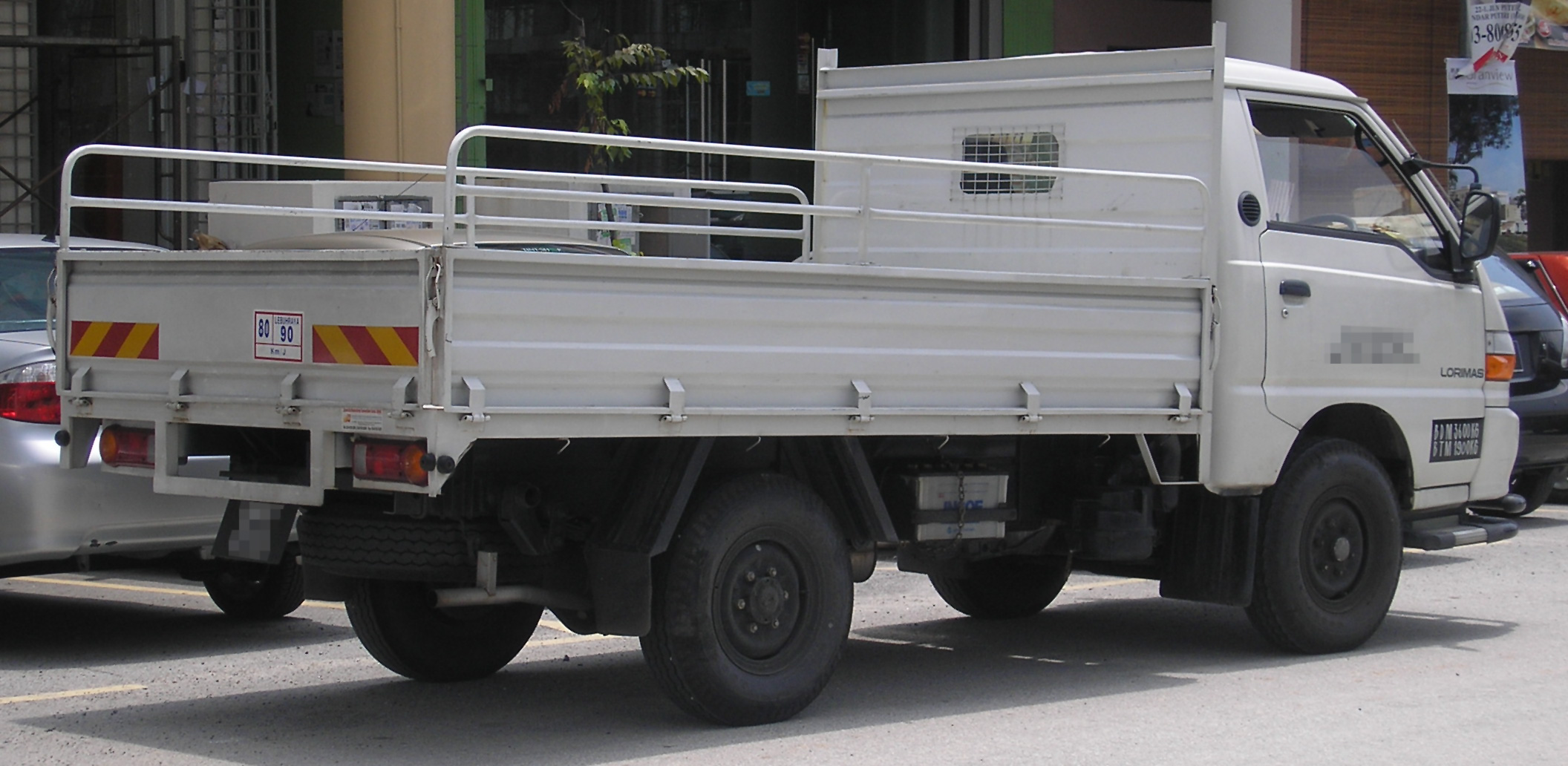
malezyjski Inokom Lorimas - tył

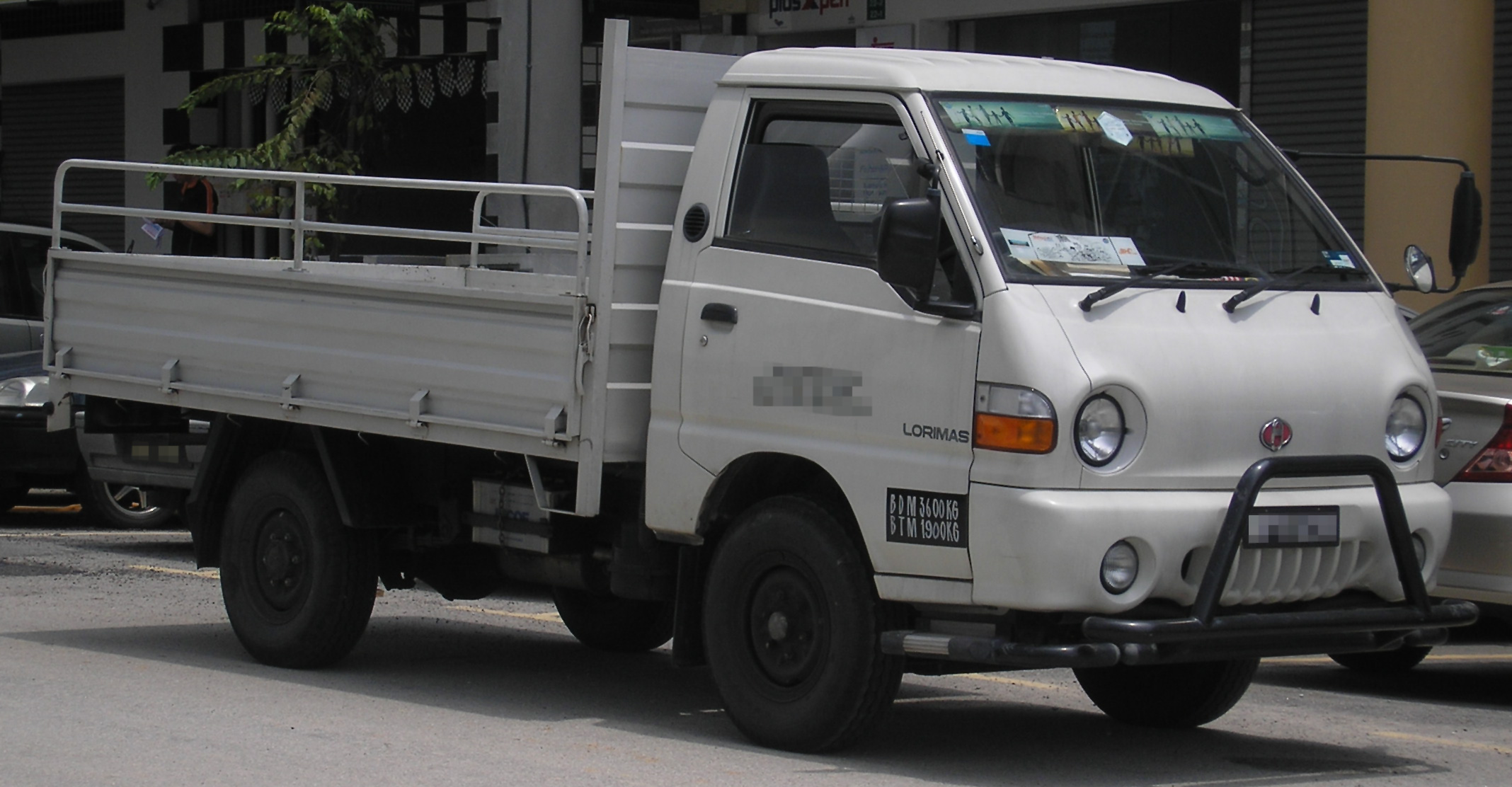
malezyjski Inokom Lorimas

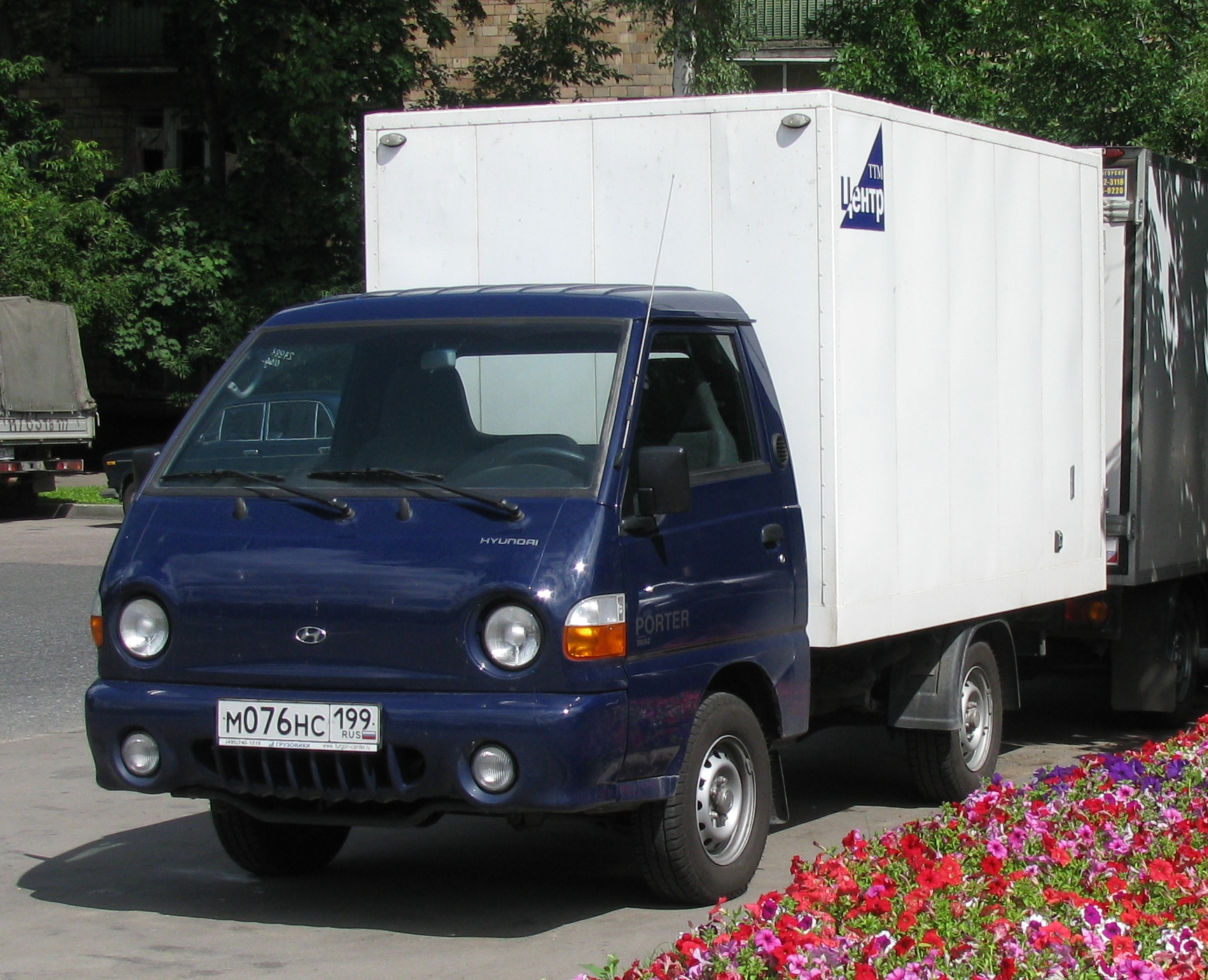
rosyjski Hyundai-TagAZ Porter

Hyundai Porter III został zaprezentowany po raz pierwszy w 1996 roku.
Trzecia generacja Portera przeszła ewolucyjny zakres zmian w stosunku do poprzednika, zyskując charakterystyczne okrągłe reflektory oraz umieszczone na krawędziach błotników zaokrąglone klosze skrywające kierunkowskazy i światła pozycyjne.
Podobnie jak poprzednik w schyłkowym okresie produkcji, Porter trzeciej generacji zyskał nisko umieszczony wlot powietrza z wyeksponowanym logo producenta umieszczonym w centralnym punkcie. Była to jednocześnie ostatnia generacja dostawczego modelu Hyundaia napędzana silnikami Mitsubishi i dzieląca podzespoły z japońskim producentem.

### Sprzedaż
Trzecia generacja Hyundaia Portera była samochodem globalnym, oferowanym i produkowanym na różnych kontynentach. Na wybranych rynkach europejskich był on oferowany pod nazwą Hyundai H-150, w Południowej Afryce nosił nazwę Hyundai H-100 Bakkie, z kolei w Meksyku oferowano go w sieci dealerskiej Dodge jako Dodge H100. W Malezji samochód wytwarzano pod lokalną marką Inokom jako Inokom Lorimas.
Niezależnie od prezentacji w 2004 roku następcy, produkcja została kontynuowana w Pakistanie jako Hyundai Shehzore bez głębszych modyfikacji. Między 2005 a 2013 rokiem pojazd wytwarzano także na wewnętrzny rynek rosyjski przez przedsiębiorstwo TagAZ w Taganrogu.

### Silniki
- L4 2.0l
- L4 2.4l

## Czwarta generacja

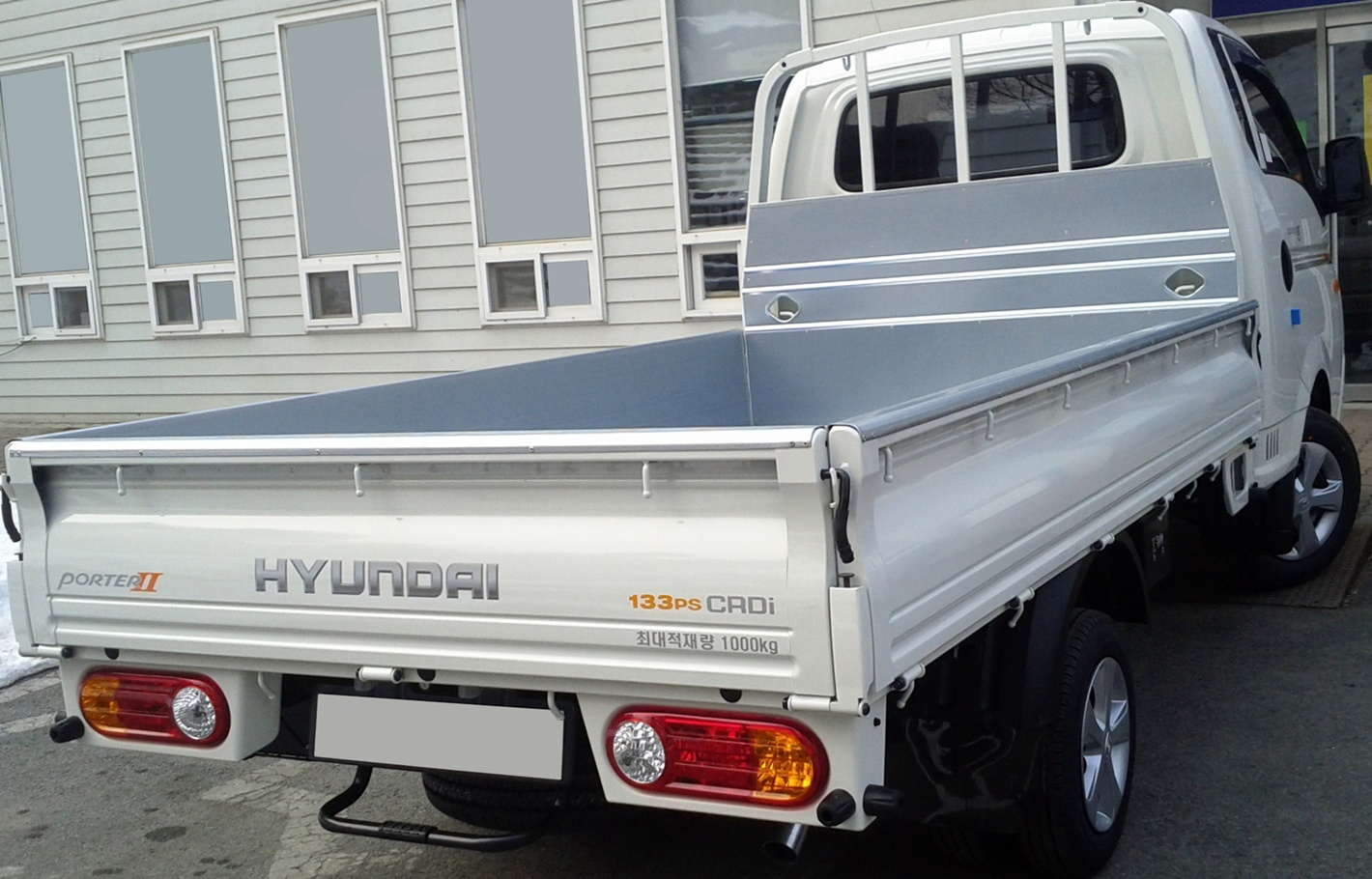
Hyundai Porter IV - tył

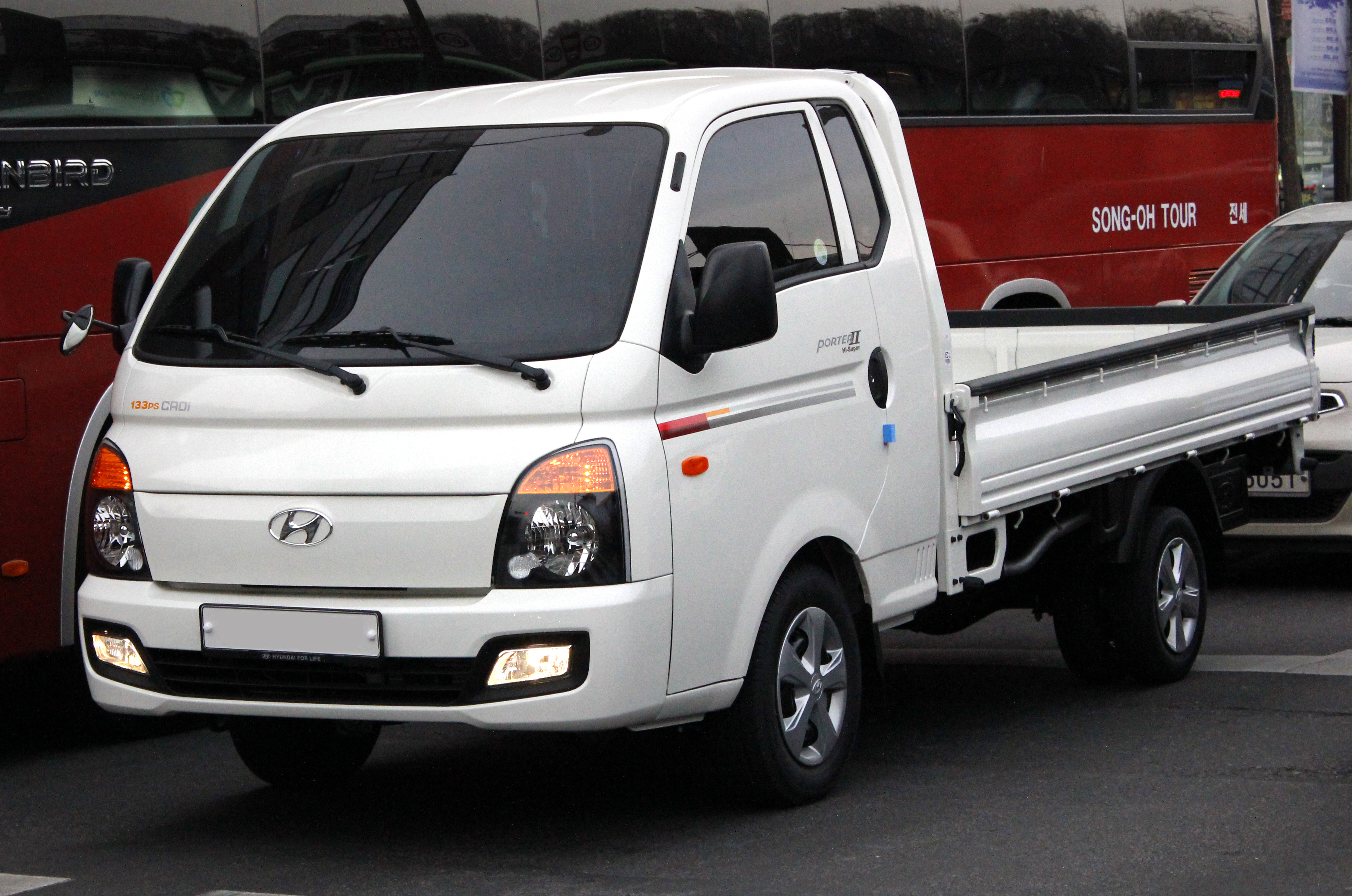
Hyundai Porter IV po liftingu

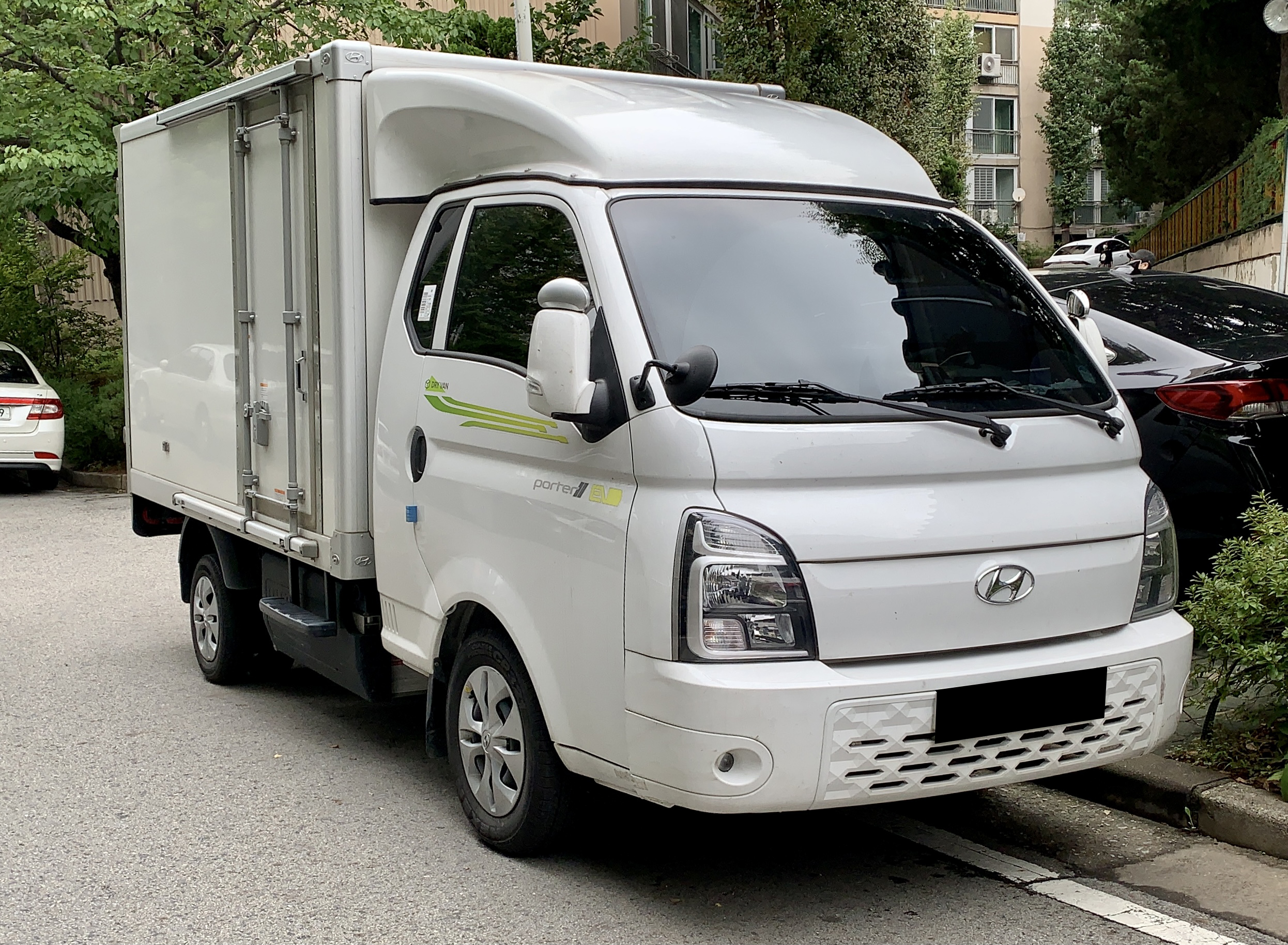
Hyundai Porter Electric

Hyundai Porter IV został zaprezentowany po raz pierwszy w 2003 roku.
Czwarta generacja linii modelowej Porter po raz pierwszy została opracowana nie we współpracy z Mitsubishi, lecz w ramach kooperacji z bratnią Kią. Nadwozie stało się przestronniejsze, zapewniając maksymalną ładowność do 1 tony.
Samochód otrzymał nowocześniejszą stylizację z zaokrąglonym nadwoziem i dużymi, jednoczęściowymi reflektorami umieszczonymi pionowo. Pod kątem technicznym, zastosowane zostały nowe jednostki wysokoprężne, na których umiejscowienie ponownie wybrano przestrzeń między przednią osią a kabiną pasażerską.

### Lifting
W 2013 Hyundai Porter czwartej generacji przeszedł obszerną restylizację pasa przedniego, w ramach których modyfikacje przeszedł głównie wygląd zderzaka i wypełnienie reflektorów, które zyskało ciemniejszą barwę i inny układ żarówek.

### Porter Electric
W grudniu 2019 roku Hyundai przedstawił zbudowany z myślą o wewnętrznym rynku południowokoreańskim model Porter Electric, zgodnie z nazwą o napędzie elektrycznym. Pod kątem wizualnym samochód zyskał przeprojektowane wkłady reflektorów wykonane w technologii LED, a także zmodyfikowany przedni zderzak z szerokim wlotem powietrza zapewniającym chłodzenie układu napędowego.
Układ napędowy pojazdu umieszczony pod kabiną pasażerską współtworzy bateria o pojemności 58,8 kWh, która razem z silnikiem elektrycznym oferuje 181 KM mocy maksymalnej, a także do 211 kilometrów zasięgu na jednym ładowaniu w cyklu mieszanym.

### Silniki
- L4 2.5l CRDi
- L4 2.6l CRDi